# Acropora abrotanoides

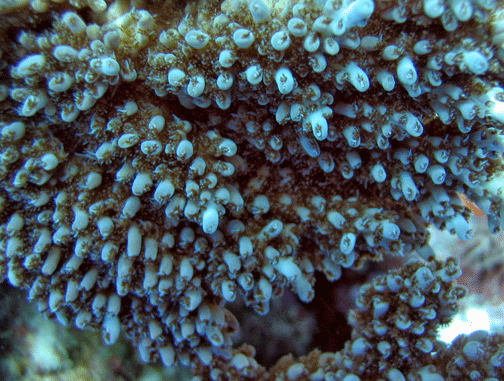
A. abrotanoides, detalle de coralitos. Samoa Americana

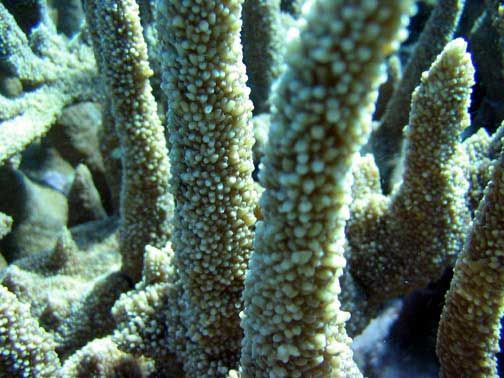
A. abrotanoides, detalle de sub-ramas verticales, Samoa Americana

Acropora abrotanoides es una especie de coral que pertenece a la familia Acroporidae, orden Scleractinia. 
Su esqueleto es macizo y está compuesto de carbonato cálcico. Tras la muerte del coral, su esqueleto contribuye a la generación de nuevos arrecifes en la naturaleza, debido a que la acción del CO2 convierte muy lentamente su esqueleto en bicarbonato cálcico, sustancia ésta asimilable directamente por las colonias coralinas.
Es una especie no común, aunque puede ser localmente abundante, y ampliamente distribuida en el Indo-Pacífico tropical.

## Morfología
La colonia crece formando manojos de ramas postradas, con las ramas centrales fusionadas, y ramas periféricas erguidas. Las ramas pueden ser cónicas o alargadas, y con terminaciones puntiagudas o no. Cada rama puede tener uno o varios coralitos axiales. Los coralitos radiales son alargados.
A. abrotanoides presenta los siguientes colores: marrón rosáceo o gris verdoso.

## Alimentación
Los pólipos contienen algas simbióticas llamadas zooxantelas. Las algas realizan la fotosíntesis produciendo oxígeno y azúcares, que son aprovechados por los pólipos, y se alimentan de los catabolitos del coral (especialmente fósforo y nitrógeno). Esto les proporciona entre el 75 y el 95 % de sus necesidades alimenticias. El resto lo obtienen atrapando plancton microscópico y materia orgánica disuelta en el agua.

## Reproducción
Se reproducen asexualmente mediante gemación y por fragmentación, siendo este último el modo dominante de reproducción, cuando las ramas de las colonias se rompen debido a los temporales, y sus fragmentos originan nuevas colonias.
Sexualmente son hermafroditas simultáneos, lo que quiere decir que las colonias generan gametos masculinos y femeninos, lanzando simultáneamente al exterior sus células sexuales, siendo por tanto la fecundación externa. Los huevos una vez en el exterior, permanecen a la deriva arrastrados por las corrientes varios días, más tarde se forma una larva plánula que, tras deambular por la columna de agua marina, y en un porcentaje de supervivencia que oscila entre el 18 y el 25 %, según estudios de biología marina, cae al fondo, se adhiere a él, y se metamorfosea en pólipo. A continuación, comienza su vida sésil, secretando carbonato cálcico para conformar un esqueleto de aragonita, o coralito. Posteriormente, forman la colonia mediante la división de los pólipos por gemación.

## Hábitat
Suelen vivir en zonas superficiales de arrecifes de coral, especialmente en los márgenes y crestas del arrecife, expuestos a fuerte oleaje. Usualmente se encuentran en arrecifes planos submareales, cubiertos solamente por la pleamar.
Su rango de profundidad es de 0 a 15 m, aunque se reportan localizaciones hasta los 48 metros de profundidad, y en un rango de temperatura entre  25.60 y 28.54 °C.
Ocurren en simpatría con la especie A. robusta, de quien son especie hermana.

## Distribución geográfica
Se distribuyen en aguas tropicales del océano Indo-Pacífico, incluido el mar Rojo, desde las costas orientales de África, hasta el Pacífico central, en la Polinesia Francesa. 
Es especie nativa de Arabia Saudí; Australia; Birmania; Camboya; Comoros; Islas Cook; Egipto; Eritrea; Filipinas; Fiyi; Guam; India; Indonesia; Israel; Japón; Jordania; Kenia; Kiribati; Madagascar; Malasia; Maldivas; Islas Marianas del Norte; Islas Marshall; Mauritius; Mayotte; Micronesia; Mozambique; Nauru; isla de Navidad; Nueva Caledonia; Niue; Palaos; Papúa Nueva Guinea; Polinesia Francesa; Reunión; Samoa; Samoa Americana; Islas Salomón; Seychelles; Singapur; Somalia; Sudáfrica; Sri Lanka; Sudán; Tailandia; Tanzania; Taiwán (China); Tokelau; Tonga; Tuvalu; Vanuatu; Vietnam; Wallis y Futuna; Yemen y Yibuti.

## Conservación
La Lista Roja de Especies Amenazadas de la UICN califica esta especie de Preocupación Menor ver 3.1, exponiendo al respecto:
La amenaza conocida más importante para esta especie es la extensa reducción del hábitat de arrecifes de coral, debido a una combinación de amenazas. Las tendencias de población específicas son desconocidas, pero la reducción de la población se pueden deducir de la pérdida de hábitat estimada (Wilkinson 2004). Esta especie está muy extendida y localmente abundante en toda su área de distribución, y por lo tanto es probable que sea más resistente a la pérdida de hábitat y la degradación de los arrecifes debido a un tamaño efectivo de la población general asumido que es altamente conectado y / o estable con una mayor variabilidad genética. En cualquier caso la tendencia de la población global es decreciente.
Es más robusta que la mayoría de los miembros del género, y por lo tanto, resistente a la decoloración y la enfermedad, con probabilidad de sobrevivir en los arrecifes afectados por los eventos de blanqueamiento de coral. No obstante, esta evaluación de la UICN es de 2008, y el creciente aumento de la temperatura del mar está incrementando dramáticamente la muerte de corales por blanqueo en todo los océanos, y las proyecciones actuales de los expertos auguran para todo el siglo XXI episodios anuales severos de blanqueo de corales en el 99% de los arrecifes de todo el mundo. De hecho, recientes estudios han constatado que en 2016 ha muerto aproximadamente el 35% de los corales en 84 áreas de las secciones norte y centro de la Gran Barrera de Coral australiana, debido al blanqueo de coral producido por el aumento de la temperatura del mar. También durante 2016, el principal arrecife de Japón, en el archipiélago de Okinawa, sufrió una decoloración por blanqueo del 70% de su extensión, y el arrecife más septentrional del mundo, situado frente a las costas de la isla japonesa de Tsushima, dónde sus aguas templadas suelen evitar episodios de blanqueo, ha sido afectado por primera vez en el 30% de su extensión, según afirma un estudio realizado en diciembre de 2016 por el Instituto Nacional de Estudios Medioambientales de Japón (NIES).
Las medidas recomendadas para la conservación de esta especie incluyen: la investigación en taxonomía, la población, la abundancia y tendencias, el estado de la ecología y hábitat, amenazas y resistencia a las amenazas, la acción de restauración; identificación, creación y gestión de nuevas áreas protegidas; expansión de las áreas protegidas; gestión de la recuperación; gestión de la enfermedad, y de los parásitos patógenos. La propagación artificial y técnicas como la criopreservación de gametos pueden ser importantes para la conservación de la biodiversidad de corales.

## Galería

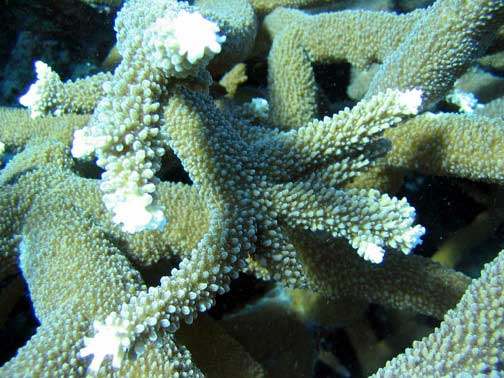
A. abrotanoides, bifurcación de ramas de la colonia. Samoa Americana.
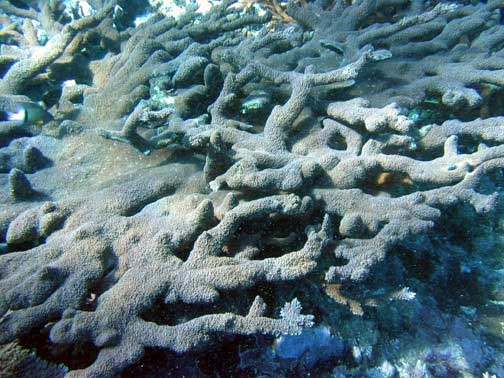
Maraña de ramas postradas que se funden en el centro de la colonia. Samoa Americana.
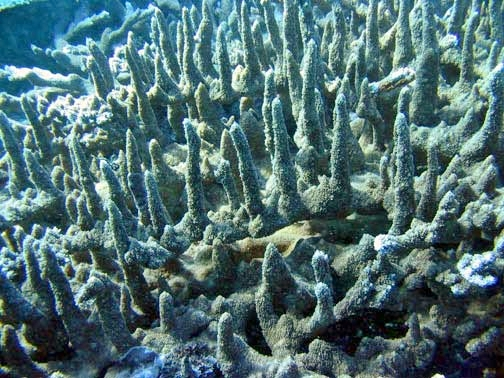
Colonia con proliferación de sub-ramas erguidas desde su base horizontal. Samoa Americana.
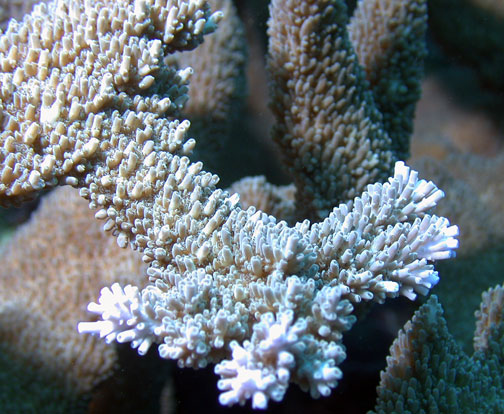
Vista de coralitos alargados de A. abrotanoides
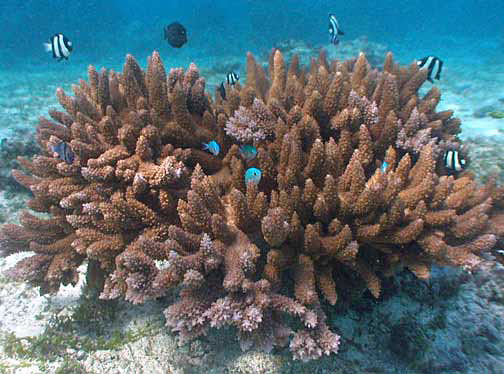
A. abrotanoides hospedando a grupos de Dascyllus aruanus y Chromis viridis en Samoa Americana
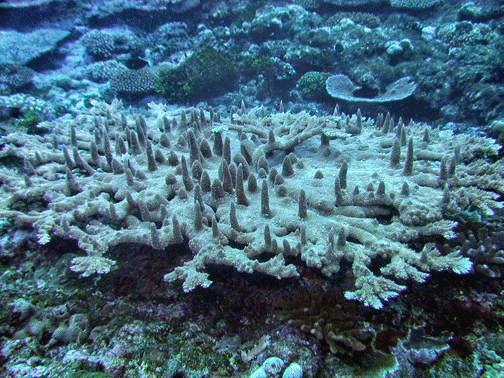
A. abrotanoides en el Parque nacional de Samoa Americana
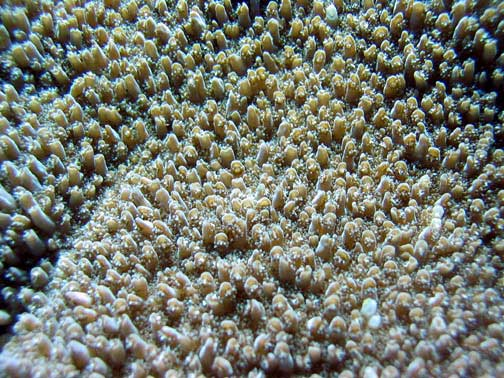
Vista de coralitos de A. abrotanoides
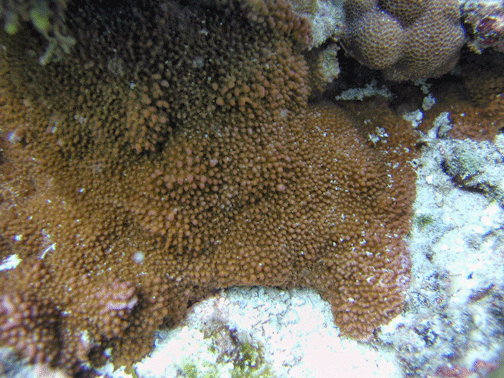
Colonia incrustante de A. abrotanoides en Samoa Americana